# Kasumi (Schiff, 1939)
Die Kasumi (japanisch 霞) war ein Zerstörer der Asashio-Klasse der Kaiserlich Japanischen Marine, der im Zweiten Weltkrieg zum Einsatz kam.

## Geschichte

### Bau
Die Kasumi wurde am 1. Dezember 1936 bei Uraga Senkyo in Yokosuka auf Kiel gelegt und lief am 18. November 1937 vom Stapel. Am 28. Juni 1939 wurde sie in Dienst gestellt.

### Einsatzgeschichte
Sie wurde unter Kapitän Tomura Kiyoshi der 2. Flotte zugeteilt. Vor dem Angriff auf Pearl Harbor war die Kasumi auf Etorofu auf den Kurilen als Teil der Trägergruppe von Admiral Nagumo Chūichi stationiert. Sie lief mit dieser gemeinsam aus und war zum Schutz der Trossschiffe bestimmt. Nach dem Angriff kehrte sie am 24. Dezember in die Basis Kure zurück.
Im Januar 1942 eskortierte sie die Flugzeugträger Shōkaku und Zuikaku nach Truk und deckte anschließend die japanischen Landungen auf Rabaul und Kavieng. Im Februar lief sie von Palau aus und erreichte am 21. des Monats ihre neue Basis auf Sulawesi. Von dort lief sie zu einer Patrouillenfahrt rund um Java aus, wo sie am 1. März ein Handelsschiff versenkte. Am 27. März lief die Kasumi erneut aus um den Vorstoß einer Trägergruppe in den Indischen Ozean zu unterstützen. Nach den japanischen Luftangriffen auf Colombo und Trincomalee kehrte sie am 23. April nach Kure zurück um Schäden reparieren zu lassen, deren Ursache nicht genauer bekannt ist. Nach einer Verlegung nach Saipan lief die Kasumi am 3. Juni als Eskortschiff aus und nahm an der Schlacht um Midway teil. Nach der Schlacht begleitete sie die Kreuzer Kumano und Suzuya von Truk aus ins Dock nach Kure. Anschließend eskortierte sie ab dem 28. Juni den leichten Träger Chiyoda nach Kiska Island. Etwa 13 Kilometer vor Kiska wurde sie am 5. Juli von einem Torpedo getroffen, welcher vom amerikanischen U-Boot USS Growler abgefeuert worden war. Ihr Bug wurde schwer beschädigt und 10 Matrosen verloren ihr Leben. Nachdem ihr eine Rückkehr nach Japan gelungen war, blieb sie bis zum 30. Juni 1943 für Reparaturen im Trockendock.
Ab dem 1. September desselben Jahres war die Kasumi der 5. Flotte zugeteilt und patrouillierte in den Gewässern um die Kurilen bis Ende November. Im Dezember verlegte sie Piloten von Yokosuka nach Kwajalein und Wotje und kehrte anschließend nach Maizuru zurück. Dort erhielt sie zwei weitere Typ-96-Drillingsluftabwehrkanonen.
Im Februar 1944 kehrte die Kasumi auf ihre Patrouillenstation um die Kurilen zurück und eskortierte Ende März einen Truppentransport nach Uruppu. Anfang August folgte ein erneuter Aufenthalt in Kure.
Während der See- und Luftschlacht im Golf von Leyte war sie Teil der Streitmacht von Admiral Shima Kiyohide während der Kämpfe in der Surigao-Straße am 24. und 25. Oktober. Am 5. November barg sie Überlebende des Schweren Kreuzers Nachi, welcher einem alliierten Luftangriff zum Opfer gefallen war. Dies geschah im Rahmen eines Truppenkonvois nach Ormoc. Später im November wurde die Kasumi selbst von alliierten Flugzeugen angegriffen, wobei ein Matrose starb. Nach weiteren Konvoitätigkeiten nahm sie Ende Dezember an Küstenbombardierungen auf den Philippinen teil.
Im Februar 1945 kehrte das Schiff einmal mehr nach Kure zurück und wurde am 10. März erneut der 2. Flotte zugeteilt.
Am 6. April lief die Kasumi gemeinsam mit der Yamato und ihrem Verband zur Operation Ten-Go nach Okinawa aus. Bereits am folgenden Tag wurde der Verband von alliierten Flugzeugen entdeckt und angegriffen. Die Kasumi wurde so schwer beschädigt, dass sie aufgegeben werden musste, wobei 17 Männer starben und 47 verwundet wurden. Der Zerstörer Fuyuzuki nahm die Überlebenden auf und versenkte die Kasumi anschließend mit zwei Torpedos, 275 Kilometer südwestlich von Nagasaki. Am 10. Mai 1945 wurde sie aus dem Marineregister gestrichen.